# 台北國際機器人展
台北國際機器人展（Taipei International Robot Show），簡稱TIROS。台灣機器人產業發展協會主辦。

## 歷屆展覽
1. 2008 台北國際機器人展 	 
TIROS 2008 - Taipei International Robot Show
展出時間： 2008年8月21日至2008年8月24日
展出地點：台北世貿中心展覽一館

## 外部連結
- TIROS台北國際機器人展